# 宋訥 (天順進士)
宋訥（1434年—？），字近仁，直隸松江府華亭縣人，明朝政治人物。進士出身。

## 生平
應天府鄉試第五十三名。天順元年（1457年）丁丑科會試第一百九十九名，殿試登進士第二甲第四十七名。

## 家族
曾祖宋秀實。祖父宋心。父亲宋鎰。